# Ерік Сілваші
Ерік Сілваші (угор. Szilvássy Erik; нар. 21 грудня 1994) — угорський борець греко-римського стилю, бронзовий призер чемпіонату Європи.

## Життєпис
Боротьбою почав займатися з 2006 року. У 2016 році став чемпіоном Європи серед молоді. Наступного року такого ж успіху досяг на чемпіонаті світу серед молоді.
Виступає за борцівський клуб «Csepel» Будапешт. Тренер — Імре Хайду (з 2006).

## Спортивні результати на міжнародних змаганнях

### Виступи на Чемпіонатах Європи
| Змагання                         | Збірна   | Вагова категорія                 | Місце  |
| -------------------------------- | -------- | -------------------------------- | ------ |
| Чемпіонат Європи з боротьби 2019 | Угорщина | греко-римська боротьба, до 87 кг | Бронза |

### Виступи на інших змаганнях
| Змагання                                         | Збірна   | Вагова категорія                 | Місце  |
| ------------------------------------------------ | -------- | -------------------------------- | ------ |
| Гран-прі FILA 2015                               | Угорщина | греко-римська боротьба, до 80 кг | 10     |
| Міжнародний турнір Любомира Івановича-Гедзи 2015 | Угорщина | греко-римська боротьба, до 85 кг | Бронза |
| Кубок Вантаа з боротьби 2015                     | Угорщина | греко-римська боротьба, до 85 кг | Бронза |
| Клубний чемпіонат світу з боротьби 2015          | Угорщина | команда                          | 4      |
| Гран-прі Загреба з боротьби 2016                 | Угорщина | греко-римська боротьба, до 85 кг | 8      |
| Гран-прі Угорщини з боротьби 2016                | Угорщина | греко-римська боротьба, до 85 кг | 13     |
| Кубок Владислава Пітласинські 2016               | Угорщина | греко-римська боротьба, до 85 кг | 8      |
| Чемпіонат світу з боротьби серед студентів 2016  | Угорщина | греко-римська боротьба, до 85 кг | Золото |
| Кубок Вантаа з боротьби 2016                     | Угорщина | греко-римська боротьба, до 85 кг | 8      |
| Клубний чемпіонат світу з боротьби 2016          | Угорщина | команда                          | 7      |
| Гран-прі Парижа з боротьби 2017                  | Угорщина | греко-римська боротьба, до 85 кг | Срібло |
| Турнір Г. Картозія і В. Балавадзе 2017           | Угорщина | греко-римська боротьба, до 85 кг | 5      |
| Міжнародний турнір Любомира Івановича-Гедзи 2017 | Угорщина | греко-римська боротьба, до 85 кг | Золото |
| Кубок Владислава Пітласинські 2017               | Угорщина | греко-римська боротьба, до 85 кг | 5      |
| Гран-прі Загреба з боротьби 2018                 | Угорщина | греко-римська боротьба, до 87 кг | Срібло |
| Cerro Pelado International 2018                  | Угорщина | греко-римська боротьба, до 87 кг | Срібло |
| Гран-прі Угорщини з боротьби 2018                | Угорщина | греко-римська боротьба, до 87 кг | Бронза |
| Гран-прі Німеччини з боротьби 2018               | Угорщина | греко-римська боротьба, до 87 кг | 7      |
| Гран-прі Загреба з боротьби 2019                 | Угорщина | греко-римська боротьба, до 87 кг | 5      |
| Гран-прі Угорщини з боротьби 2019                | Угорщина | греко-римська боротьба, до 87 кг | Бронза |
| Турнір міста Сассарі з боротьби 2019             | Угорщина | греко-римська боротьба, до 87 кг | Бронза |
| Гран-прі Німеччини з боротьби 2019               | Угорщина | греко-римська боротьба, до 87 кг | 15     |
| Кубок Гранми і Серро-Пеладо з боротьби 2020      | Угорщина | греко-римська боротьба, до 97 кг | Срібло |
| Чемпіонат Угорщини з боротьби 2020               | Угорщина | греко-римська боротьба, до 97 кг | Золото |

### Виступи на змаганнях молодших вікових груп
| Змагання                                       | Збірна   | Вагова категорія                 | Місце  |
| ---------------------------------------------- | -------- | -------------------------------- | ------ |
| Чемпіонат Європи з боротьби серед юніорів 2013 | Угорщина | греко-римська боротьба, до 74 кг | 11     |
| Чемпіонат Європи з боротьби серед юніорів 2014 | Угорщина | греко-римська боротьба, до 84 кг | 9      |
| Чемпіонат світу з боротьби серед юніорів 2014  | Угорщина | греко-римська боротьба, до 84 кг | 9      |
| Чемпіонат Європи з боротьби серед молоді 2016  | Угорщина | греко-римська боротьба, до 85 кг | Золото |
| Чемпіонат Європи з боротьби серед молоді 2017  | Угорщина | греко-римська боротьба, до 85 кг | 5      |
| Чемпіонат світу з боротьби серед молоді 2017   | Угорщина | греко-римська боротьба, до 85 кг | Золото |